# Матмата
Матма́та или Метма́та (араб. مطماطة‎, бербер. ⵎⴰⵜⵎⴰⵜⴰ) — небольшой бербероязычный город на юге Туниса.
Часть местных жителей живёт в традиционных полуподземных жилищах в виде глубоких землянок, выкопанных в местном твёрдом грунте. Вокруг каждой землянки затем выкапывались искусственные пещеры, служившие комнатами и соединённые рвами-коридорами.

## История

### Древняя история
Согласно местным преданиям, полуподземные дома впервые были построены в этих местах в римскую эпоху, когда римляне направили в этот регион два египетских племени с правом поселиться здесь и убивать любого, кого они встретят на пути. Местным жителям пришлось покинуть места своего обитания и вырыть пещеры, чтобы спрятаться от захватчиков, однако по ночам они покидали свои жилища, чтобы нападать на чужеземцев. Поселения сохранились до настоящего времени и широкую известность получили только в 1967 году.
Условия жизни в Матмате были тяжёлыми. Поскольку Тунис известен крупномасштабным производством оливкового масла, каждой весной с началом оливкового сезона мужчины из Матматы отправлялись на север в поисках работы и возвращались осенью по окончании сезона. Обычно они получали плату оливковым маслом, которое они позднее обменивали на другие товары (сейчас — обычно продают за деньги), и таким образом обеспечивали себе продукты, одежду и другие необходимые вещи.

### Современность

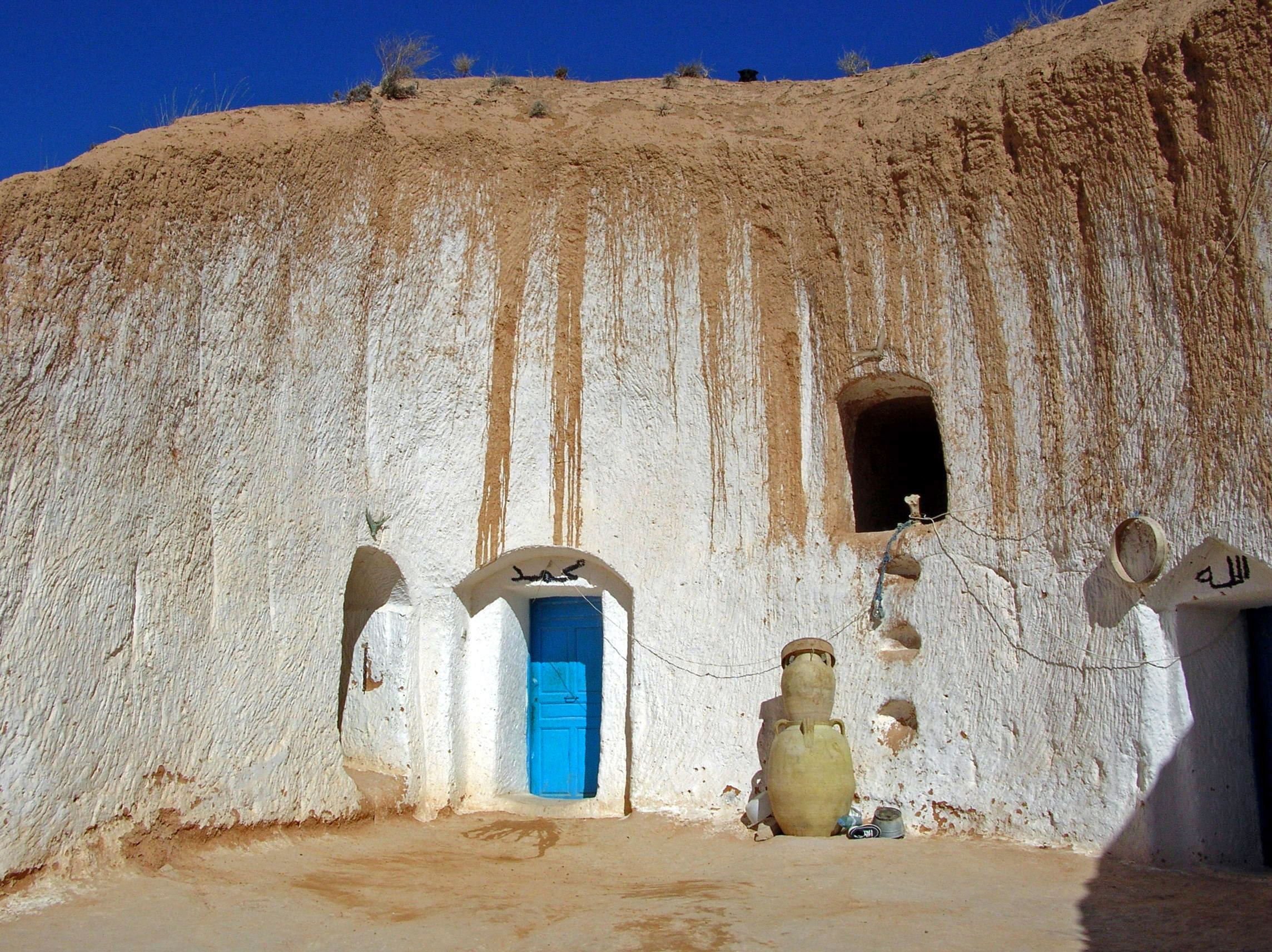
Берберский дом

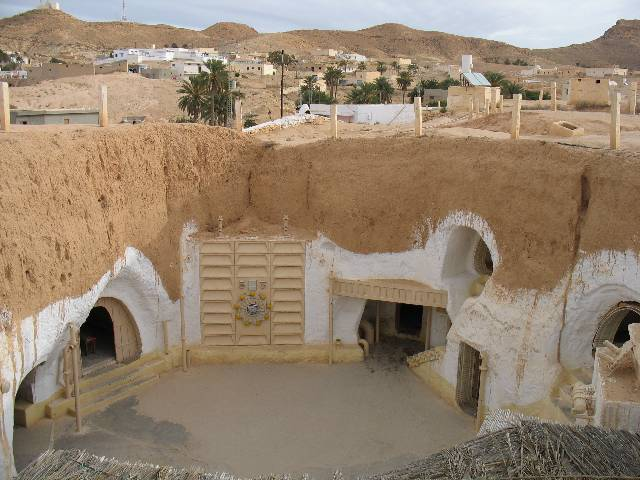
Гостиница «Сиди-Дрисс» в традиционном берберском стиле, посёлок Матмата, Тунис. Здесь находится дом Люка Скайуокера на планете Татуин

Матмата не пользовалась известностью до 1967 года, когда в результате сильных ливней, длившихся 22 дня, глинобитные дома аборигенов были затоплены, многие из них стали разрушаться. Община направила делегацию в администрацию региона в городе Габес с просьбой о помощи. Помощь, несмотря на неожиданность просьбы, была оказана, и в Матмате построили наземные жилища. Несмотря на это, многие жители Матматы продолжают обитать в перестроенных подземных домах, и лишь немногие переселились в новые жилища на поверхности.
В настоящее время Матмата — широко известная туристическая достопримечательность, и большинство населения зарабатывает деньги в туристическом бизнесе или фольклорными выставками в своих домах.
Один из домов в Матмате получил известность после того, как он был снят в фильме «Звёздные войны» как родной дом Люка Скайуокера — это была гостиница «Сиди-Дрисс», где туристы размещаются в традиционных жилищах местного типа. Кроме того, одна из миссий игры Call of Duty 2, связанная с североафриканской кампанией, также происходит в Матмате.